# دکتر آنتونیو (فیلم ۱۹۱۴)
دکتر آنتونیو (انگلیسی: Doctor Antonio) یک فیلم صامت ایتالیایی است که در سال ۱۹۱۴ منتشر شد.

## داستان
در قرن نوزدهم، یک ایتالیایی انقلابی عاشق یک زن بریتانیایی متمول می‌شود...